# Casillas de Flores
Casillas de Flores è un comune spagnolo di 245 abitanti situato nella comunità autonoma di Castiglia e León.